# Călacea (okręg Bihor)
Călacea – wieś w Rumunii, w okręgu Bihor, w gminie Olcea. W 2011 roku liczyła 1218 mieszkańców.